# Раухала, Райне
Райне Раухала (швед. Reine Rauhala; род. 9 апреля 1973) — шведский хоккеист, нападающий.

## Биография
Воспитанник клуба «Улуфстрём». Дебютировал за команду в сезоне 1987/88 в третьем по силе дивизионе. С сезона 1990/91 играл в чемпионате Швеции за «Лександ», в первых двух сезонах провёл по одному матчу. В сезоне 1993/94 вернулся в «Улуфстрём», с которым в 1996 году получил повышение в классе. По ходу сезона 1997/98 перешёл в команду РХЛ СКА Санкт-Петербург. Вместе с Юакимом Мусаккой стал первым легионером в истории СКА и первым шведом в чемпионате России. Сыграл 5 матчей (0 очков) в чемпионате и три матча (3 (2+1) очка) за СКА-2. Из-за травм и болезней в начале декабря покинул клуб.
В дальнейшем выступал за команды «Улуфстрём» (1998/99), «Тингсрюд» (1999/2000), «Арбуга» (2002/2003), итальянскую «Кортину» и британский «Лондон Рейсерс» (2003/04).
Серебряный призёр домашнего чемпионата мира среди молодёжных команд 1993.
Тренер (2014), генеральный менеджер «Улуфстрёма» (2014/15), скаут в «Питтсбург Пингвинз» (2018/19 — 2019/20).